# 967 Helionape
Helionape (asteroide 967) é um asteroide da cintura principal com um diâmetro de 11,97 quilómetros, a 1,8502277 UA. Possui uma excentricidade de 0,1687839 e um período orbital de 1 213 dias (3,32 anos).
Helionape tem uma velocidade orbital média de 19,9635201 km/s e uma inclinação de 5,41372º.
Este asteroide foi descoberto em 9 de Novembro de 1921 por Walter Baade.